# تاراژنج
تاراژنج (به لاتین: Taraganj) یک منطقهٔ مسکونی در بنگلادش است که در ناحیه رنگ‌پور واقع شده‌است. تاراژنج ۱۲۸٫۶۴ کیلومتر مربع مساحت و ۱۴۰٬۸۲۳ نفر جمعیت دارد.